# نيلس كوك
نيلس كوك هو جراح سويدي، ولد في 29 يناير 1924 في جاكوبستاد في فنلندا، وتوفي في 24 أغسطس 2011 في مستشفى ساهلغرينسكا الجامعي في السويد.